# Hardingstone
Hardingstone est une paroisse civile et un village du Northamptonshire, en Angleterre.